# Sachsenburg
Pour les articles homonymes, voir Sachsenburg (homonymie).
Sachsenburg est une commune (Marktgemeinde) autrichienne du district de Spittal an der Drau en Carinthie.

## Géographie
Le territoire communal s'étend dans la vallée de la Drave au pied du massif des Hohe Tauern. Au sud-est se situe le mont Goldeck, un sommet des Alpes de Gailtal.

## Histoire
Ce lieu, situé dans une boucle que forme la Drave, était d'une importance stratégique déjà à l'époque de l'Empire romain. Vers l'an 1200, une enceinte fortifiée y fut construite en vue de contrôler le transit le long de la rivière. Pendant des siècles, les domaines appartient aux princes-archevêques de Salzbourg ; une exclave territoriale au sein du duché de Carinthie. En 1326, les habitants bénéficient du droit de tenir marché.
La domination des archevêques prit fin avec la sécularisation de l'archevêché par le recès d'Empire en 1803. Après la révolution de Mars, la municipalité actuelle a été constituée en 1850.

## Jumelages
La municipalité de Sachsenburg est jumelée avec :

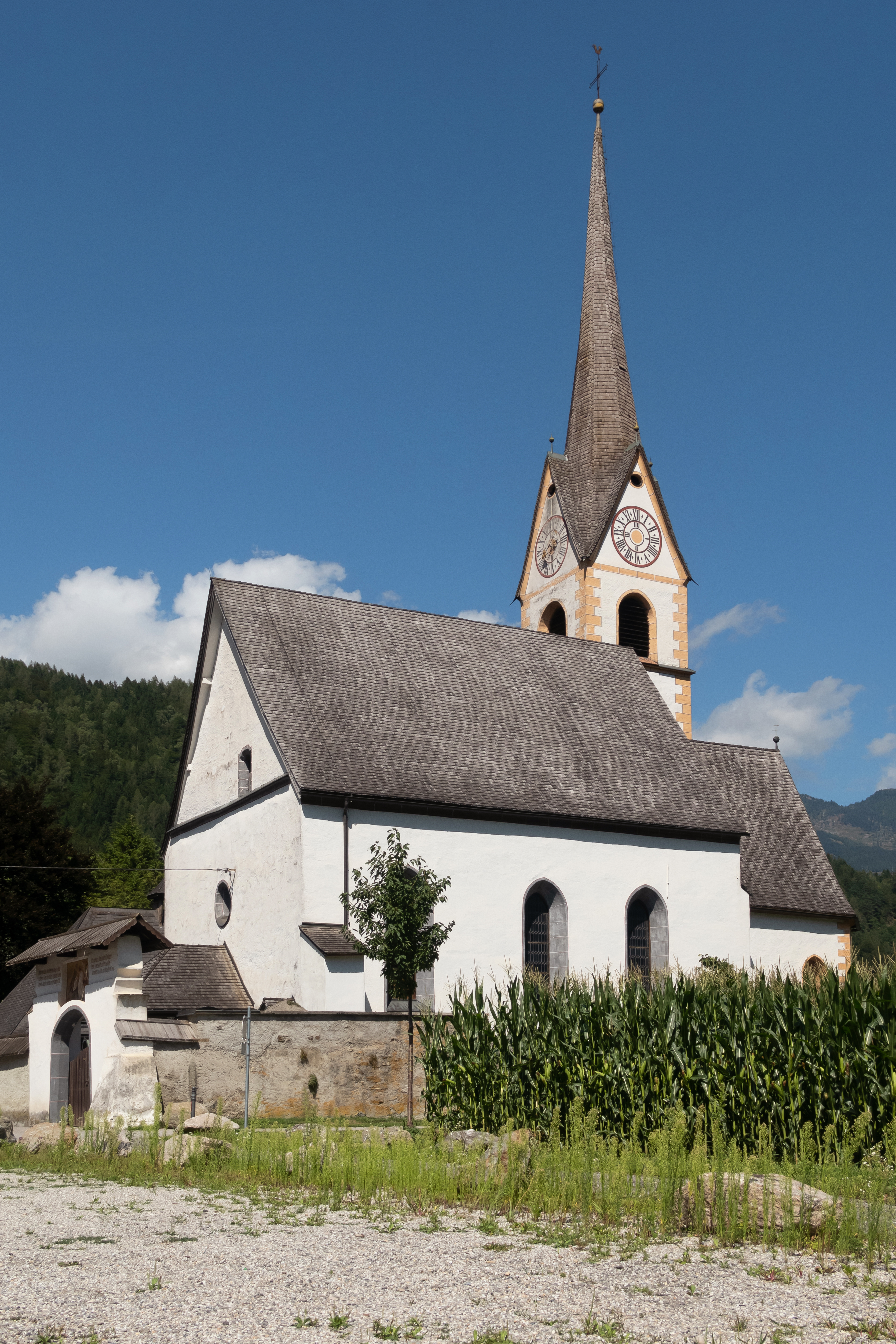
Sachsenburg, l'église catholique: Pfarrkirche Sankt Margaretha

- Spilimbergo (Italie)
- Frankenberg (Saxe) (Allemagne)

1. ↑  « Einwohnerzahl 1.1.2018 nach Gemeinden mit Status, Gebietsstand 1.1.2018 », Statistik Austria (en) (consulté le 9 mars 2019)